# Johann Nepomuk Cavallo (Komponist)
Johann Nepomuk Cavallo (* 5. Mai 1840 in München; † 4. Oktober 1917 in Altötting) war ein deutscher Komponist, Organist, Pianist, Chorleiter und Gesanglehrer.

## Leben
Cavallo entstammte einer ursprünglich aus Italien eingewanderten Familie. Die verwandtschaftliche Beziehung zu dem in Regensburg tätigen Kirchenmusiker Fortunatus Cavallo und seinem Sohn Wenzeslaus Cavallo ist wahrscheinlich, jedoch bisher nicht nachgewiesen. Als Eltern werden der gleichnamige, als Violinist der Hofkapelle in München tätige Johann Nepomuk Cavallo (1784–1858) und seine Ehefrau, Maria, geborenen Bachi (1796–1870), genannt. Der 1819 in München geborene Komponist und als Organist und Pianist in Paris tätige Johann Peter Cavallo war sein älterer Bruder.
Cavallo wurde mit ministerieller Entschließung vom 22. April 1881 als Aushilfe im Gesangunterricht und in der Leitung der Chormusik für den wegen Krankheit beurlaubten Musiklehrer Alois Pacher (1822–1883) am Maximiliansgymnasium in München eingesetzt. Nachdem Pacher im Februar 1882 seiner Funktion enthoben worden war, übernahm Cavallo die Stelle endgültig. Mit Entschließung vom 20. August 1898 wurde er auf eigenes Ansuchen „wegen körperlichen Leidens und hierdurch herbeigeführter Dienstunfähigkeit“ seiner Funktion enthoben und diese dem Gesanglehrer am neuen Gymnasium Regensburg, Carl Heffner, übergeben.
Cavallo war zeitlebens in München niedergelassen, wo er 1865 das Heimatrecht und 1870 das Bürgerrecht erhielt. Verheiratet war er mit der Münchner Gastwirtstochter Maria Haußner. Er wurde auf dem Alten südlichen Friedhof in München beigesetzt.

## Werk (Auswahl)
Neben seiner Lehrtätigkeit war Cavallo als Komponist eigener und Bearbeiter fremder Musikwerke tätig und arbeitete unter anderem mit Franz Lachner und Josef Rheinberger zusammen.
- Heil der Gefallenen. Worte von Martin Greif (Wörth im August 1870); für Männerchor. Partitur. Nürnberg; München: Schmid, [1871]
- 7 Landsknechtslieder des 16. Jahrhunderts unter Georg und Caspar von Frundsberg; von Hoffmann von Fallersleben; für 4-stg. Männerchor; op. 18. Partitur. Leipzig: Breitkopf & Härtel, [1875]
- 6 Kirmeslieder von Hoffmann von Fallersleben; für 4-stg. Männerchor; op. 21. Partitur. Leipzig: Breitkopf & Härtel, [1875]
- 5 vierstimmige Männerchöre; op. 22 / 4. Ach, Elslein, liebstes Elslein: Volksdichtung des 16. Jahrhunderts. Partitur. Leipzig: Forberg [1875]
- 3 Grablieder von Hermann Greiml; für 4-stg. Männerchor; op. 23. Partitur. München: Aibl, [1875]
- 6 Lieder für gemischten Chor; op. 24; Partitur u. Stimmen. München: Aibl, [1877]
- Die Waldfee von Fr. Oser; für Männerchor componirt; op. 26. Partitur. Schleusingen: Glaser, [1877]
- Feuerwehrlied, von Ernst von Destouches; für 1-stg. Männerchor u. 9stg. Blechinstrumentalbegleitung. Instrumentalstimmen. Eichstätt: Krüll, 1877
- Der 50. Psalm „Miserere mei Deus“ für Sopran, Alt, Tenor u. Bass a cappella; op. 25. Partitur. Leipzig: Breitkopf & Härtel, [1877]
- 4 Lieder für 4-stg. Männerchor; op. 27. Leipzig, Breitkopf & Härtel (1878)
- 3 Pange lingua (für) 2 Sopran- & 1 Altstimme, (oder) 2 Tenor- & 1 Baßstimme; zum Gebrauch in Klöstern, Gymnasien etc.; Partitur u. Stimmen. Eichstätt: Krüll, (1878)
- Deutsche Männerchöre. 50 der schönsten Lieder u. Gesänge; für 4 Männerstimmen. Partitur. Leipzig: Breitkopf & Härtel, (1878)
- Deutsche Volkslieder, für Männerchor bearbeitet. Partitur u. Stimmen. München: Aibl, (1878)
- Bayerisches Volkslied, gedichtet von Ernst von Destouches. Partitur und  Stimmen. Augsburg: Reichel, 1880
- 3 Lieder für 4-stimmigen Männerchor; op. 31. Partitur u. Stimmen. Regensburg: Coppenrath, [1880]
- Kaiser-Hymne, gedichtet von Martin Greif; für 1-stg. Volks-Chor mit Orchester- oder Clavier-Begleitung; Partitur. München, Falter (1887)
- Kinder-Gruß der Münchener Schuljugend; zur 70-jähr. Geburtstagsfeier Seiner Königl. Hoheit des Prinzregenten Luitpold von Bayern; für 1-stg. Volks-Chor mit Instrumental- oder Clavierbegleitung; op. 40; München, Werner (1890)
- Ein Masken-Scherz. Singspiel mit Tanz in 3 Aufzügen; nach dem Französischen dramatisiert von F. Cornelius; für Sopran- und Altstimmen mit Klavierbegleitung; op. 61. Partitur; Stimmen. Regensburg: Coppenrath, [1903]
- An Alrune!, aus den >Verbannten< von Max Haushofer; für Altstimme mit Klavierbegleitung. München, Jacubecky (1905)

Bearbeitungen:
- Auf dunklem Irrweg in finster'n Hainen. Männerchor mit Orchesterbegleitung aus >König Stephan<, neue Dichtung von Francisca von Hoffnaaß; Ludwig van Beethoven, op. 117, no. 2; Bearbeitung für Clavierbegleitung von Joh. N. Cavallo. Klavierauszug. Schleusingen, Glaser (1879)
- Das Tal des Espingo; Joseph Rheinberger,  op. 50; vierhändige Bearbeitung (1869)